# 龔棹
龔棹（？年—？年），字時發，湖廣蒲圻縣（今湖北省蒲圻市）人。明朝政治人物。

## 生平
隆慶四年（1570年），龔棹中式庚午科湖廣鄉試舉人。授江西東鄉縣知縣，補樂安縣知縣，遷淮安府通判。